# Teodor Leszetycki

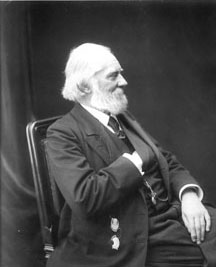
Teodor Leszetycki

Teodor Leszetycki (německy Theodor Leschetizky, rusky Фёдор Осипович Лешетицкий; 22. června 1830 Łańcut, Halič, Rakousko-Uhersko – 14. listopadu 1915 Drážďany) byl polský pianista, skladatel a hudební pedagog.

## Život
Leszetycki začal hrát na klavír ve věku pěti let a v roce 1839 debutoval jako klavírista ve Lvově s místním orchestrem pod taktovkou Franze Xavera Mozarta. V roce 1841 se rodina Leszetyckých přestěhovala do Vídně, kde Teodor nadále studoval klavír u Carla Czernyho a kompozici u Šimona Sechtera. Také studoval filozofii na univerzitě ve Vídni. Už ve věku čtrnácti let byl učitelem klavíru.
V roce 1854 odešel do Petrohradu, kde v roce 1862 spolu s Antonem Rubinsteinem založil místní konzervatoř. V Petrohradě učil až do roku 1878 a byl koncertním (prvním) houslistou u dvorského orchestru princezny Charlotty Württemberské. Absolvoval celou řadu koncertů a byl také aktivní jako dirigent.
V roce 1878 se přestěhoval zpět do Vídně a po jeho rozvodu se zpěvačkou Friedburgovou si vzal svou žačku, pianistku Annu Jessipovou. Roku 1892 se rozvedl a znovu se oženil s Eugénií Donimirskou-Benisławskou. Jejich manželství vydrželo čtrnáct let (1894–1908). Roku 1908 si Teodor vzal Marii Gabrielu Rozborskou.
Ke skupině jeho studentů patřilo mnoho slavných klavíristů, mezi nimi Ignacy Jan Paderewski, Paul Wittgenstein, Artur Schnabel, Osip Gabrilovič, Elly Ney, Mieczysław Horszowski, Benno Mojsejevič, Ignac Friedman, Richard Buhlig, Dmitrij Klimov či Mark Hambourg.

## Dílo

### Klavírní díla (výběr)
- Klavírní koncert c moll op. 9
- Hommage a Chopin, Klavírní dílo č. 4
- Marche militaire op. 17
- Deux Mazurkas pour piano op. 24.

### Komorní hudba
- Variace pro hoboj a klavír na téma Beethovena

### Jevištní díla
- Die Brüder von San Marco, Opera (1848–1852), Fragment.
- Die erste Falte, komická opera o jednom dějství (1867 Praha).